# The Seventh Sign
The Seventh Sign är ett musikalbum av Yngwie Malmsteen som gavs ut den 9 maj 1994 och är hans sjunde studioalbum som soloartist. Skivan ansågs när den kom som ett nytt startskott för Yngwie. Hans ilska och känsla i gitarrspelet var tillbaka, något som fansen ansåg var borta på skivan Fire and Ice. Skivan sålde över 200 000 exemplar redan första dagen den kom ut.

## Låtlista
Samtliga låtar skrivna av Yngwie Malmsteen, om annat inte anges.
1. "Never Die" - 3:29
2. "I Don't Know" (Yngwie Malmsteen/Mike Vescera) - 3:26
3. "Meant to Be" - 3:52
4. "Forever One" - 4:36
5. "Hairtrigger" - 2:43
6. "Brothers" - 3:47
7. "Seventh Sign" - 6:32
8. "Bad Blood" (Yngwie Malmsteen/Mike Vescera) - 4:25
9. "Prisoner of Your Love" (Amberdawn Landin Malmsteen/Yngwie Malmsteen) - 4:28
10. "Pyramid of Cheops" - 5:11
11. "Crash and Burn" (Yngwie Malmsteen/Mike Vescera) - 4:06
12. "Sorrow" - 2:04
13. "Angel in Heat" - 4:14